# Eumichtis photophila
Eumichtis photophila là một loài bướm đêm trong họ Noctuidae.